# 本雅帕·艾姆薩德
本雅帕·艾姆薩德（2002年8月29日—），泰國女子羽球運動員，她的姊姊倫塔卡恩·艾姆薩德同為羽球運動員，兩人曾在2022年印度公開賽搭檔奪下女子雙打冠軍。

## 選手生涯
本雅帕·艾姆薩德從13歲開始出國參加比賽，15歲時首次在成人組賽事寮國國際系列賽闖入決賽，當時以1比2（12-21、21-16、21-11）敗於越南選手阮翠玲。
2019年，艾姆薩德在蒙古青少年錦標賽奪得女單冠軍、印度青少年錦標賽同時獲得女單、混雙冠軍，並在亞洲青少年錦標賽幫助泰國隊贏得混合團體冠軍與女單季軍，在之後舉辦的世界青年錦標賽也獲得混團與混雙季軍。在成人組賽事，艾姆薩德也曾在蒙古國國際賽和印度國際挑戰賽分別晉級混合雙打和女子單打決賽。
2022年，本雅帕與姊姊倫塔卡恩搭檔，在印度公開賽女子雙打決賽以2比0（21－13、21－5）擊敗阿克丘林娜／莫羅佐娃，奪下搭檔首冠。5月，姊妹二人在越南河內舉辦的東南亞運動會羽毛球比賽贏得女團金牌、女雙銀牌，並在下半年再於越南公開賽、海洛公開賽收穫兩冠。12月，她們憑藉在2022年世界巡迴賽賽季全年第三獲邀參加年終總決賽，最終闖入決賽並以直落二（13-21、14-21）不敵中國的陳清晨／賈一凡。

## 主要比賽成績
只列出曾進入準決賽的國際賽事成績：
| 年份   | 賽事                     | 公開賽級別 | 項目     | 搭檔                     | 成績   |
| ------ | ------------------------ | ---------- | -------- | ------------------------ | ------ |
| 2017年 | 寮國羽毛球國際系列賽     | 國際系列賽 | 女子單打 | －                       | 亞軍   |
| 2019年 | 蒙古國羽毛球國際賽       | 國際挑戰賽 | 混合雙打 | Ratchapol Makkasasithorn | 亞軍   |
| 2019年 | 亞洲青年羽毛球錦標賽     | 其他       | 混合團體 | －                       | 冠軍   |
| 2019年 | 亞洲青年羽毛球錦標賽     | 其他       | 女子單打 | －                       | 季軍   |
| 2019年 | 海得拉巴羽毛球公開賽     | 超級100賽  | 混合雙打 | Ratchapol Makkasasithorn | 準決賽 |
| 2019年 | 世界青年羽毛球錦標賽     | 其他       | 混合團體 | －                       | 季軍   |
| 2019年 | 世界青年羽毛球錦標賽     | 其他       | 混合雙打 | Ratchapol Makkasasithorn | 季軍   |
| 2019年 | 印度羽毛球國際挑戰賽     | 國際挑戰賽 | 女子單打 | －                       | 亞軍   |
| 2021年 | 優霸盃                   | 其他       | 女子團體 | －                       | 季軍   |
| 2022年 | 印度羽毛球公開賽         | 超級500賽  | 女子雙打 | 倫塔卡恩·艾姆薩德        | 冠軍   |
| 2022年 | 韓國羽毛球公開賽         | 超級500賽  | 女子雙打 | 倫塔卡恩·艾姆薩德        | 亞軍   |
| 2022年 | 優霸盃                   | 其他       | 女子團體 | －                       | 季軍   |
| 2022年 | 東南亞運動會羽毛球比賽   | 其他       | 女子團體 | －                       | 金牌   |
| 2022年 | 東南亞運動會羽毛球比賽   | 其他       | 女子雙打 | 倫塔卡恩·艾姆薩德        | 銀牌   |
| 2022年 | 越南羽毛球公開賽         | 超級100賽  | 女子雙打 | 倫塔卡恩·艾姆薩德        | 冠軍   |
| 2022年 | 海洛羽毛球公開賽         | 超級300賽  | 女子雙打 | 倫塔卡恩·艾姆薩德        | 冠軍   |
| 2022年 | 澳洲羽毛球公開賽         | 超級300賽  | 女子雙打 | 倫塔卡恩·艾姆薩德        | 亞軍   |
| 2022年 | 世界羽聯世界巡迴賽總決賽 | 總決賽     | 女子雙打 | 倫塔卡恩·艾姆薩德        | 亞軍   |
| 2023年 | 泰國羽毛球大師賽         | 超級300賽  | 女子雙打 | 倫塔卡恩·艾姆薩德        | 冠軍   |
| 2023年 | 亞洲羽毛球混合團体錦標賽 | 其他       | 混合團体 | －                       | 季軍   |
| 2023年 | 東南亞運動會羽毛球比賽   | 其他       | 女子團體 | －                       | 金牌   |
| 2023年 | 泰國羽毛球公開賽         | 超級500賽  | 女子雙打 | 倫塔卡恩·艾姆薩德        | 亞軍   |
| 2023年 | 香港羽毛球公開賽         | 超級500賽  | 女子雙打 | 倫塔卡恩·艾姆薩德        | 準決賽 |
| 2023年 | 亞洲運動會羽毛球比賽     | 其他       | 女子團体 | －                       | 銅牌   |
| 2024年 | 泰國羽球大師賽           | 超級300賽  | 女子單打 | 倫塔卡恩·艾姆薩德        | 冠軍   |
| 2024年 | 亞洲羽毛球團體錦標賽     | 其他       | 女子團體 | －                       | 亞軍   |
| 2024年 | 台北羽球公開賽           | 超級300賽  | 女子單打 | 倫塔卡恩·艾姆薩德        | 準決賽 |
| 2024年 | 賽義德·莫迪羽毛球國際賽  | 超級300賽  | 女子雙打 | 倫塔卡恩·艾姆薩德        | 準決賽 |
| 2025年 | 泰國羽毛球大師賽         | 超級300賽  | 女子雙打 | 倫塔卡恩·艾姆薩德        | 準決賽 |
| 2025年 | 亞洲羽毛球混合團体錦標賽 | 其他       | 混合團体 | －                       | 季軍   |
| 2025年 | 美國羽毛球公開賽         | 超級300賽  | 女子雙打 | 倫塔卡恩·艾姆薩德        | 冠軍   |
| 2025年 | 加拿大羽毛球公開賽       | 超級300賽  | 女子雙打 | 倫塔卡恩·艾姆薩德        | 冠軍   |

| 2007-2017年 | 首要超級賽 | 超級賽 | 黃金大獎賽 | 大獎賽 | 國際挑戰賽 | 國際系列賽 | 未來系列賽 | 其他 |

| 2018-2026年 | 總決賽 | 超級1000賽 | 超級750賽 | 超級500賽 | 超級300賽 | 超級100賽 | 國際挑戰賽 | 國際系列賽 | 未來系列賽 | 其他 |

### 奧運會和世錦賽參賽紀錄
|          | 搭檔              | 2021 | 2022 | 2023 |
| -------- | ----------------- | ---- | ---- | ---- |
| 女子雙打 | 倫塔卡恩·艾姆薩德 | 32強 | 32強 | 32強 |